# نادي بري
نادي بُرّي الرياضي نادي رياضي سوداني مقره في الخرطوم بمنطقة البراري شرق الخرطوم ومعروف بقسم كرة القدم.

## نبذة تاريخية
جاءت فكرة تأسيس النادي عام 1918 في حي بري المحس بالخرطوم و جاء تأسيس النادي رسميا سنة 1937. كانت إدارة الفريق تحت إشراف بعض اللاعبين أنفسهم إلى أن تم تكوين أول مجلس إدارة للفريق على النحو التالي :
- السيد : حسين حسن رئيساً
- السيد : إبراهيم مصطفى عبد الفتاح سكرتيراً
- وعضوية : علي العمدة كرم الله ــ إبراهيم كرجه ــ المبارك الفكي خوجلي ــ قسم السيد بخيت ـــ وآخرون .

## إنجازات النادي
- دوري الدرجة الأولى بولاية الخرطوم
- البطل (1):1969
- الدوري السوداني

البطل (1): 1969
- المشاركة في دوري أبطال إفريقيا بعد الفوز ببطولة الدوري السوداني
- ثالث نادي سوداني يمثل خارجياً في دوري أبطال إفريقيا بعد الهلال والموردة

## لاعبو فريق كرة القدم
اسامة الطيب العاقب )جكسا(عبد الرحمن أمين ــ أحمد عوض الكريم ــ علي قسم الله ـــ عباس صيام ــ كباتا ــ خليل نصر الدين ــ كشيب ــ تنتون ــ زكريا شين ــ محمد صيام ــ الطيب الماحي ــ حسبو الكبير - محمود محمد إبراهيم (الأشول ) وآخرون .

## وصلات خارجية
- موقع منتدى النادي الرسمي